# Chrome, Smoke & BBQ
Chrome, Smoke & BBQ es la primera caja recopilatoria de la banda estadounidense de blues rock y hard rock ZZ Top, publicado en 2003 por el sello Warner Bros. Está compuesto por cuatro discos, que recorren la gran mayoría de las canciones de la agrupación desde el álbum debut ZZ Top's First Album de 1970 hasta el recopilatorio Greatest Hits de 1992. Además cuenta con canciones en vivo y otras que solo fueron lanzados como temas exclusivos de algunos sencillos.
Destaca también la inclusión de los temas «You Make Me Shake», «Joe Blues» y «Crimson Witch», grabadas originalmente por la banda The Moving Sidewalks, el primer grupo de Billy Gibbons del año 1967.
Los discos están ordenados de la siguiente manera:
- Disco 1: desde 1967 a 1973
- Disco 2: desde 1975 a 1981
- Disco 3: desde 1981 a 1985
- Disco 4: desde 1985 a 1992

## Lista de canciones
Todas las canciones escritas por Billy Gibbons, Dusty Hill y Frank Beard, a menos que se indique lo contrario.

### Disco 1
| N.º | Título                                 | Escritor(es)                                  | Duración |  |
| 1.  | «You Make Me Shake» (Moving Sidewalks) | Gibbons                                       | 3:02     |  |
| 2.  | «Joe Blues» (Moving Sidewalks)         | Gibbons, Dan Mitchell, Tom Moore, Don Summers | 7:36     |  |
| 3.  | «Crimson Witch» (Moving Sidewalks)     | Gibbons                                       | 3:03     |  |
| 4.  | «Miller's Farm»                        | Gibbons                                       | 2:36     |  |
| 5.  | «Salt Lick»                            | Gibbons                                       | 2;46     |  |
| 6.  | «Brown Sugar»                          | Gibbons                                       | 5:22     |  |
| 7.  | «Goin' Down to Mexico»                 | Gibbons, Hill, Bill Ham                       | 3:22     |  |
| 8.  | «Just Got Back from Baby's»            | Gibbons, Ham                                  | 4:10     |  |
| 9.  | «Francine»                             | Gibbons, Kenny Cordray, Steve Perron          | 3:34     |  |
| 10. | «Just Got Paid»                        | Gibbons, Ham                                  | 4:28     |  |
| 11. | «Ko Ko Blue»                           |                                               | 4:32     |  |
| 12. | «Chevrolet»                            | Gibbons                                       | 3:21     |  |
| 13. | «Bar-B-Q»                              | Gibbons, Ham                                  | 3:28     |  |
| 14. | «Sure Got Cold After the Rain Fell»    | Gibbons                                       | 7:20     |  |
| 15. | «Whiskey 'n' Mama»                     | Gibbons, Hill, Beard, Ham                     | 3:22     |  |
| 16. | «La Grange»                            |                                               | 3:53     |  |
| 17. | «Waitin' for the Bus»                  | Gibbons, Hill                                 | 2:53     |  |
| 18. | «Jesus Just Left Chicago»              |                                               | 3:30     |  |
| 19. | «Beer Drinkers & Hell Raisers»         |                                               | 3:25     |  |
| 20. | «Master of Sparks»                     | Gibbons                                       | 3:30     |  |

### Disco 2
| N.º | Título                             | Escritor(es)               | Duración |  |
| 1.  | «Precious and Grace»               |                            | 3:11     |  |
| 2.  | «Shiek»                            | Gibbons, Hill              | 4:06     |  |
| 3.  | «Thunderbird» (en vivo)            |                            | 3:04     |  |
| 4.  | «Jailhouse Rock» (en vivo)         | Jerry Leiber, Mike Stoller | 1:55     |  |
| 5.  | «Nasty Dogs and Funky Kings»       |                            | 2:45     |  |
| 6.  | «Heard It on the X»                |                            | 2:26     |  |
| 7.  | «Blue Jean Blues»                  |                            | 4:45     |  |
| 8.  | «Mexican Blackbird»                |                            | 3:06     |  |
| 9.  | «Tush»                             |                            | 2:18     |  |
| 10. | «It's Only Love»                   |                            | 4:23     |  |
| 11. | «Arrested for Driving While Blind» |                            | 3:06     |  |
| 12. | «El Diablo»                        |                            | 4:22     |  |
| 13. | «Enjoy and Get It On»              |                            | 3:25     |  |
| 14. | «She's a Heartbreaker»             |                            | 3:03     |  |
| 15. | «Asleep in the Desert»             | Gibbons                    | 3:29     |  |
| 16. | «I Thank You»                      | Isaac Hayes, David Porter  | 3:26     |  |
| 17. | «Cheap Sunglasses»                 |                            | 4:48     |  |
| 18. | «I'm Bad, I'm Nationwide»          |                            | 4:49     |  |
| 19. | «A Fool for Your Stockings»        |                            | 4:15     |  |
| 20. | «Degüello Album Radio Spot»        |                            | 1:02     |  |
| 21. | «Maniac Mechanic»                  |                            | 2:38     |  |
| 22. | «She Loves My Automobile»          |                            | 2:24     |  |
| 23. | «Leila»                            |                            | 3:16     |  |
| 24. | «Tube Snake Boogie»                |                            | 3:02     |  |

### Disco 3
| N.º | Título                          | Escritor(es) | Duración |  |
| 1.  | «I Wanna Drive Your Home»       |              | 4:48     |  |
| 2.  | «It's So Hard»                  |              | 5:11     |  |
| 3.  | «Pearl Necklace»                |              | 4:06     |  |
| 4.  | «Heaven, Hell or Houston»       |              | 2:33     |  |
| 5.  | «Gimme All Your Lovin'»         |              | 4:00     |  |
| 6.  | «Got Me Under Pressure»         |              | 4:01     |  |
| 7.  | «TV Dinners»                    |              | 3:51     |  |
| 8.  | «Sharp Dressed Man»             |              | 4:14     |  |
| 9.  | «Legs» (versión single)         |              | 3:36     |  |
| 10. | «I Got the Six»                 |              | 2:53     |  |
| 11. | «Dirty Dog»                     |              | 4:03     |  |
| 12. | «If I Could Only Flag Her Down» |              | 3:42     |  |
| 13. | «Sleeping Bag»                  |              | 4:04     |  |
| 14. | «Stages»                        |              | 3:34     |  |
| 15. | «Woke Up with Wood»             |              | 3:47     |  |
| 16. | «Rough Boy»                     |              | 4:52     |  |
| 17. | «Can't Stop Rockin'»            |              | 3:05     |  |
| 18. | «Planet of Women»               |              | 4:09     |  |
| 19. | «Velcro Fly»                    |              | 3:31     |  |
| 20. | «Delirious»                     |              | 3:40     |  |

### Disco 4
| N.º | Título                                | Escritor(es)                                | Duración |  |
| 1.  | «Concrete and Steel»                  |                                             | 3:50     |  |
| 2.  | «Lovething»                           |                                             | 3:26     |  |
| 3.  | «Penthouse Eyes»                      |                                             | 3:50     |  |
| 4.  | «My Head's in Mississippi»            |                                             | 4:20     |  |
| 5.  | «Give It Up»                          |                                             | 3:32     |  |
| 6.  | «Doubleback»                          |                                             | 3:58     |  |
| 7.  | «2000 Blues»                          |                                             | 4:42     |  |
| 8.  | «Reverberation (Doubt)»               | Roky Erickson, Tommy Hall, Stacy Sutherland | 3:03     |  |
| 9.  | «Viva Las Vegas»                      | Doc Pomus, Mort Shuman                      | 4:46     |  |
| 10. | «Gun Love»                            |                                             | 3:42     |  |
| 11. | «Francine» (en español)               | Gibbons, Cordray, Perron                    | 2:46     |  |
| 12. | «Cheap Sunglasses» (en vivo)          |                                             | 5:14     |  |
| 13. | «Legs» (Dance Mix)                    |                                             | 7:57     |  |
| 14. | «Viva Las Vegas» (versión single 12") |                                             | 8:39     |  |
| 15. | «Give It Up» (2800 Mile Mix)          |                                             | 6:25     |  |
| 16. | «Velcro Fly» (versión single 12")     |                                             | 6:38     |  |

## Músicos
- Billy Gibbons: voz y guitarra eléctrica
- Dusty Hill: bajo, teclados y coros
- Frank Beard: batería y percusión